# 街風 (音速ラインの曲)
「街風」（まちかぜ）は、日本のバンド音速ラインの2枚目のシングルである。2005年6月15日発売。発売元はユニバーサルミュージック。

## 概要
- PV監督は土屋隆俊。

## 収録曲
1. 街風[3:29]
作詞・作曲：藤井敬之、編曲：音速ライン
2. わすられ (アコースティック・ヴァージョン)[1:20]
作詞・作曲：藤井敬之、編曲：音速ライン
3. テンダー[4:30]
作詞・作曲：藤井敬之、編曲：音速ライン

## 収録アルバム

### 街風
- オリジナル『風景描写』（2005年11月16日）
- ベスト『おとし玉～ベリー ベスト オブ 音速ライン』（2009年1月14日）

### わすられ (アコースティック・ヴァージョン)
- ベスト『風味絶佳～音速ライン レア・トラック集～』（2009年12月16日）

### テンダー
- ベスト『風味絶佳～音速ライン レア・トラック集～』（2009年12月16日）